# Supla
Supla, pseudonimo di Eduardo Smith de Vasconcelos Suplicy (San Paolo, 2 aprile 1966), è un cantante, attore e showman brasiliano.

## Biografia
Italo-brasiliano, discende per parte di padre da Francesco Matarazzo. Supla è figlio di due politici, entrambi membri del PT e accesi antifascisti: Eduardo Suplicy (per il quale ha composto il jingle elettorale alle elezioni per il Senato di San Paolo nel 2018) e Marta Suplicy, già sindaca di San Paolo e Ministra del Turismo in Brasile. Ha due fratelli, uno dei quali, João, è anch'egli cantante.
Ha riscosso successo soprattutto come cantante e musicista, con le sue canzoni che fondono abilmente punk e bossa nova. Noto per il suo look eccentrico, ha anche collaborato con Nina Hagen, da sempre suo idolo insieme a David Bowie e Billy Idol, al tempo in cui militava nella band Tokyo. 
Rilascia raramente interviste, non avendo particolare simpatia per i giornalisti, che per la maggior parte hanno stroncato le sue partecipazioni a film e telenovelas.

## Discografia parziale

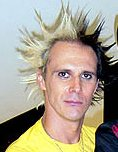
Un primo piano di Supla

- Supla  (1989)
- Supla  (1991)
- O Charada Brasileiro (2001)
- Político e Pirata (2002)
- Bossa Furiosa (2003)
- Menina Mulher (2004)
- Vicious (2006)
- Diga o que Você Pensa (2016)
- Illegal (2018)
- Hard Times (2019